# U-848
U-848 — большая океанская немецкая подводная лодка типа IXD2 времён Второй мировой войны. Заказ на постройку субмарины был отдан 20 января 1941 года. Лодка была заложена 6 января 1942 года на верфи компании АГ Везер в Бремене под строительным номером 1054, спущена на воду 6 октября 1942 года, вошла в строй 20 февраля 1943 года под командованием корветтен-капитана Вильгельма Ролльмана.

## Флотилии
- 20 февраля — 31 июля 1943 года 4-я флотилия (учебная)
- 1 августа — 5 ноября 1943 года 12-я флотилия

## Боевая служба
Лодка совершила один боевой поход, потопила одно судно водоизмещением 4 573 брт.
Потоплена 5 ноября 1943 года в Южной Атлантике к юго-западу от острова Вознесения, в районе с примерными координатами 10°09′ ю. ш. 18°00′ з. д., глубинными бомбами, сброшенными тремя американскими самолётами типа «Либерейтор» и двумя типа «Митчелл». Все 63 члена экипажа погибли.